# Igreja e Mosteiro de São Hallvard
A Igreja e Mosteiro de São Hallvard (em norueguês:  St. Hallvard kirke og kloster), localizados em Enerhaugen, Oslo, capital da Noruega, não muito longe da antiga Catedral de São Hallvard, é o local da maior paróquia da Igreja Católica norueguesa. Ambos foram projetados pelos arquitetos Lund & Slaatto. Há no local três seções: o mosteiro, o salão paroquial e a igreja, que cercam a nave central. O edifício tem três andares e foi construído de tijolos e concreto, tanto do lado de fora como de dentro, onde emerge com sua superfície crua. É dividido em três volumes que encerram uma sala da igreja circular coberto com blocos vermelhos e concreto.
 
A igreja atraía muito a atenção nos círculos acadêmicos quando foi concluída, em 1966, tendo recebido vários prêmios de arquitetura.

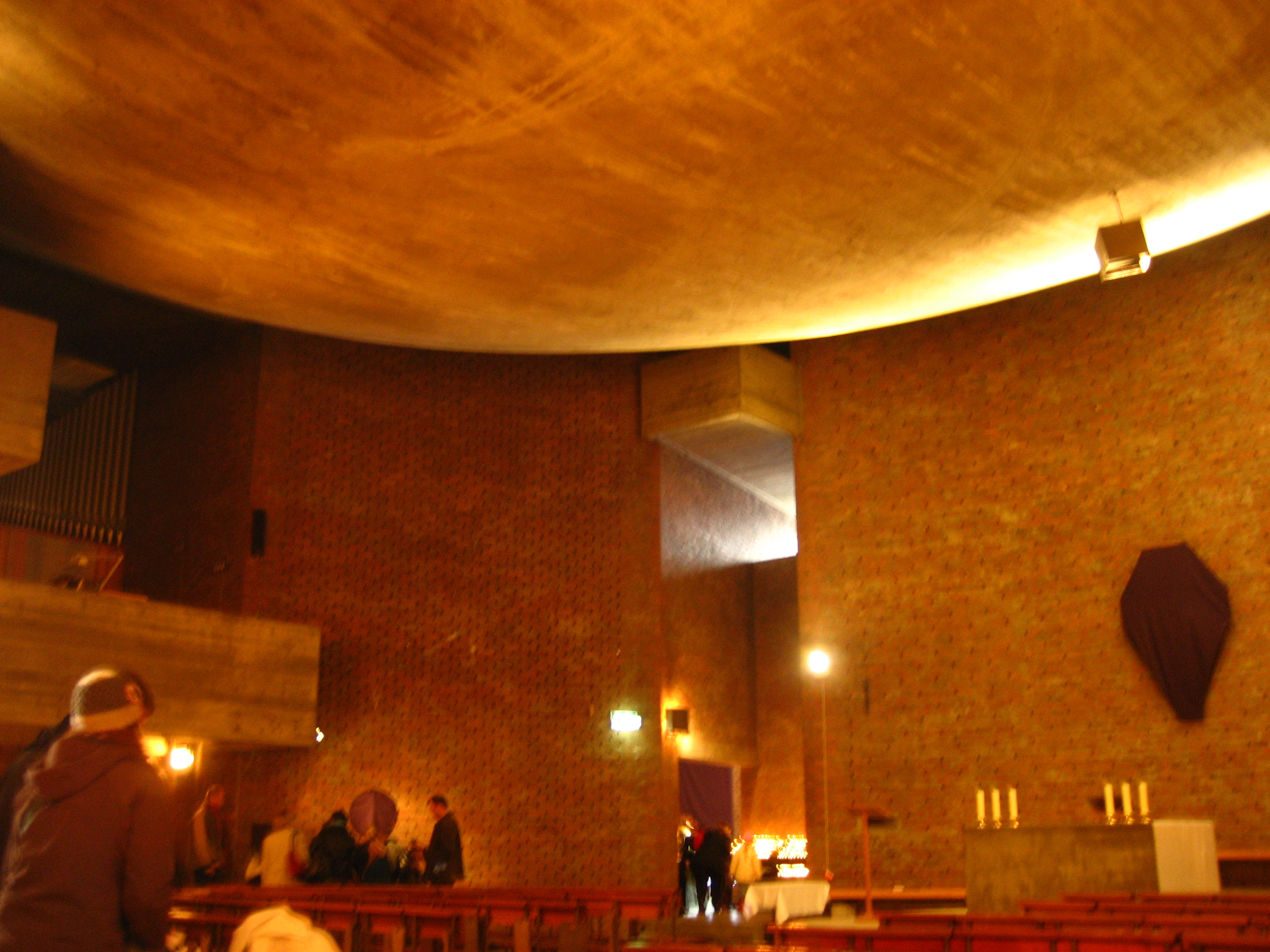
Interior da igreja.

O mosteiro agora está sendo recebendo apartamentos para os sacerdotes católicos, apesar de já possuir quartos.
 
A paróquia tem uma sacristia, escritórios para a Fransiskushjelpen (uma organização de caridade norueguesa), sala de leitura e sala de reuniões.